# 김세희 (소설가)
김세희(金世喜, 1987년 ~ )는 대한민국의 소설가이다. 서울시립대학교 국어국문학과와 한국예술종합학교 대학원 서사창작과를 졸업했다. 2015년 [세계의 문학]에 〈얕은 잠〉이 당선되며 등단했다. 2018년 첫 소설집 《가만한 나날》을 출간했다.

## 생애와 경력
1987년 목포시에서 태어났다. 정치에 관심이 많은 학생이었으며 고등학교 때는 김근태 의원의 팬클럽 활동을 하기도 했다. 서울시립대학교 국어국문학과에 입학 후 교내 소설창작모임에서 소설을 쓰기 시작했다. 영향받은 작가로는 신경숙, 안톤 체호프, 제임스 설터, 버지니아 울프를 꼽았다.

## 저작 목록

### 장편소설
- 항구의 사랑(2019)

### 소설집
- 가만한 나날(2018)